# چوکوراورن (کوزان)
چوکوراورن (به ترکی استانبولی: Çukurören) یک منطقهٔ مسکونی در ترکیه است که در قوزان (ترکیه) واقع شده‌است.